# الشركة السعودية لأنابيب الصلب
الشركة السعودية لأنابيب الصلب تأسست في العام 1980م كشركة صناعية محدودة مختلطة (سعودية/كورية) بين كل من شركة الربيعة والنصار وشركة أبناء عبد الله الخريف والسيد فهد محمد السجا من المملكة العربية السعودية وشركة هيو للصلب من كوريا الجنوبية، ثم تحولت في العام 2008م إلى شركة مساهمة مغلقة ثم إلى شركة مساهمة عامة في العام 2009م.